# Bajka o pluszowych misiach, które uratowały święta
Bajka o pluszowych misiach, które uratowały święta (ang. The Bears Who Saved Christmas, 1994) – amerykański film animowany, opowiadający o misiach, które uratowały święta. Film emitowany był w Polsce na kanale TVP2.

## Fabuła
Dzieci wraz z rodzicami w przeddzień świąt Bożego Narodzenia wybierają się do dziadków, by w większym gronie spędzić nadchodzące święta. W czasie podróży samochodem napotykają na śnieżycę, która uniemożliwia im dalszą jazdę. Cała rodzina postanawia przenocować w opuszczonej chatce blisko drogi. W nocy, gdy wszyscy poszli spać do życia budzą się dwa misie, które bardzo chcą pomóc aby te święta nie były takie złe pragną zdobyć choinkę. Wyruszają więc do ciemnego lasu, pełnego niebezpieczeństw.  

## Wersja polska
Wersja polska: Telewizyjne Studia Dźwięku Warszawa

Reżyseria: Barbara Sołtysik

Dialogi: Katarzyna Precigs

Tłumaczenie: Beata Pacak

Dźwięk: Jerzy Rogowiec

Montaż: Elżbieta Joel

Kierownik produkcji: Krystyna Dynarowska

Występują:
- Maria Winiarska – 
  - Pysia,
  - Mama Bobika
- Beata Jankowska – Zuzia
- Dorota Chotecka – mama
- Agata Gawrońska – Tomek
- Radosław Pazura – tata
- Jacek Wolszczak – Misiek
- Dariusz Odija – Czarny Ben
- Jarosław Boberek – 
  - Bobik Ostry Ząbek,
  - Spiker radiowy
- Andrzej Gawroński – Franek Kompas
- Henryk Łapiński – Latarka

i inni
Tekst piosenki: Andrzej Brzeski

Opracowanie muzyczne: Eugeniusz Majchrzak